# Winterjuffers
De winterjuffers (Sympecma) vormen een geslacht van libellen (Odonata) uit de familie van de pantserjuffers (Lestidae).

## Naamgeving
De wetenschappelijke naam van het geslacht werd in 1839 gepubliceerd door Hermann Burmeister. Burmeister benoemde daarmee een ondergeslacht van Agrion, en citeerde de naam als "Sympecma Charp." Bij het samenstellen van zijn Handbuch had Burmeister inzage gehad in het manuscript voor Toussaint von Charpentiers werk over de Europese libellen, dat een jaar later verscheen. Daarin stond de naam echter als Sympycna, eveneens als ondergeslacht van Agrion, en Von Charpentier gaf er de etymologie bij: "a Graeco συμπυκνος" (van het Griekse sumpuknos). Edmond de Selys Longchamps waardeerde het ondergeslacht in 1840 op tot geslacht, en citeerde de naam als "Sympecma (Charp.)". In 1850 gebruikte hij echter de spelling van Von Charpentier, en ook William Forsell Kirby gebruikte die spelling nog in 1890. Omdat Burmeisters publicatie van de naam die van Von Charpentier antedateert, moet de spelling 'Sympycna' als een junior synoniem van Sympecma worden beschouwd.

## Soorten
Sympecma omvat 3 soorten:
- Sympecma fusca (Vander Linden, 1820) – Bruine winterjuffer
- Sympecma gobica Förster, 1900 – Turkestaanse winterjuffer – Centraal-Azië
- Sympecma paedisca (Brauer, 1877) – Noordse winterjuffer

### Tabel voor de winterjuffers van de Benelux
Van algemeen naar zeldzaam.
- 1 Bruine winterjuffer: borststuk met een donker rugschild dat aan de zijkant een rechte begrenzing heeft; onder het rugschild een tamelijk smalle lichtere strook en daaronder een vrij brede donkere strook.
- 2 Noordse winterjuffer: borststuk met een donker rugschild dat aan de zijkant een begrenzing heeft met een uitstulping; onder het rugschild een tamelijk brede lichtere strook en daaronder een vrij smalle donkere strook.

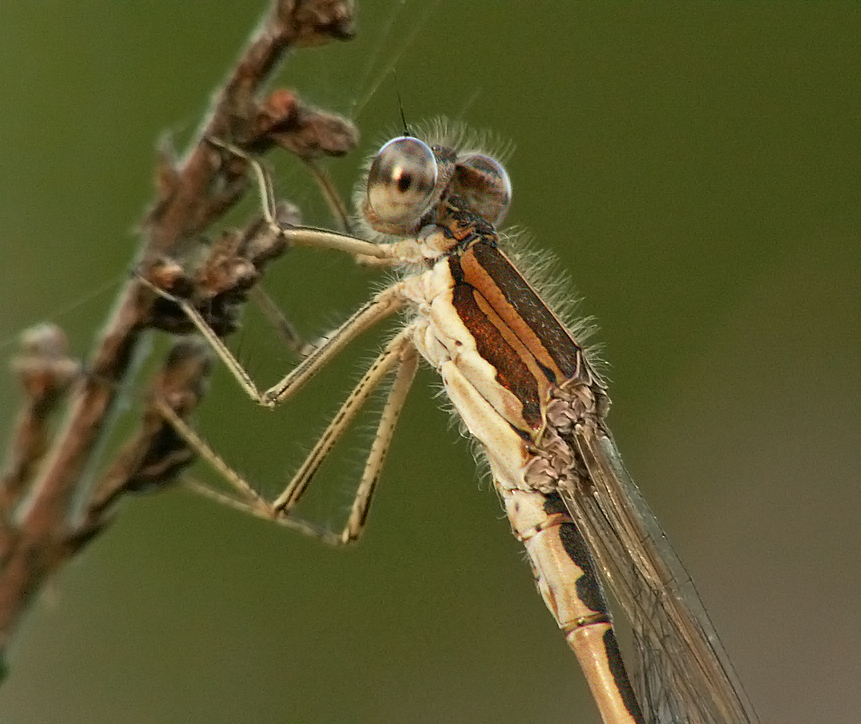
Bruine winterjuffer
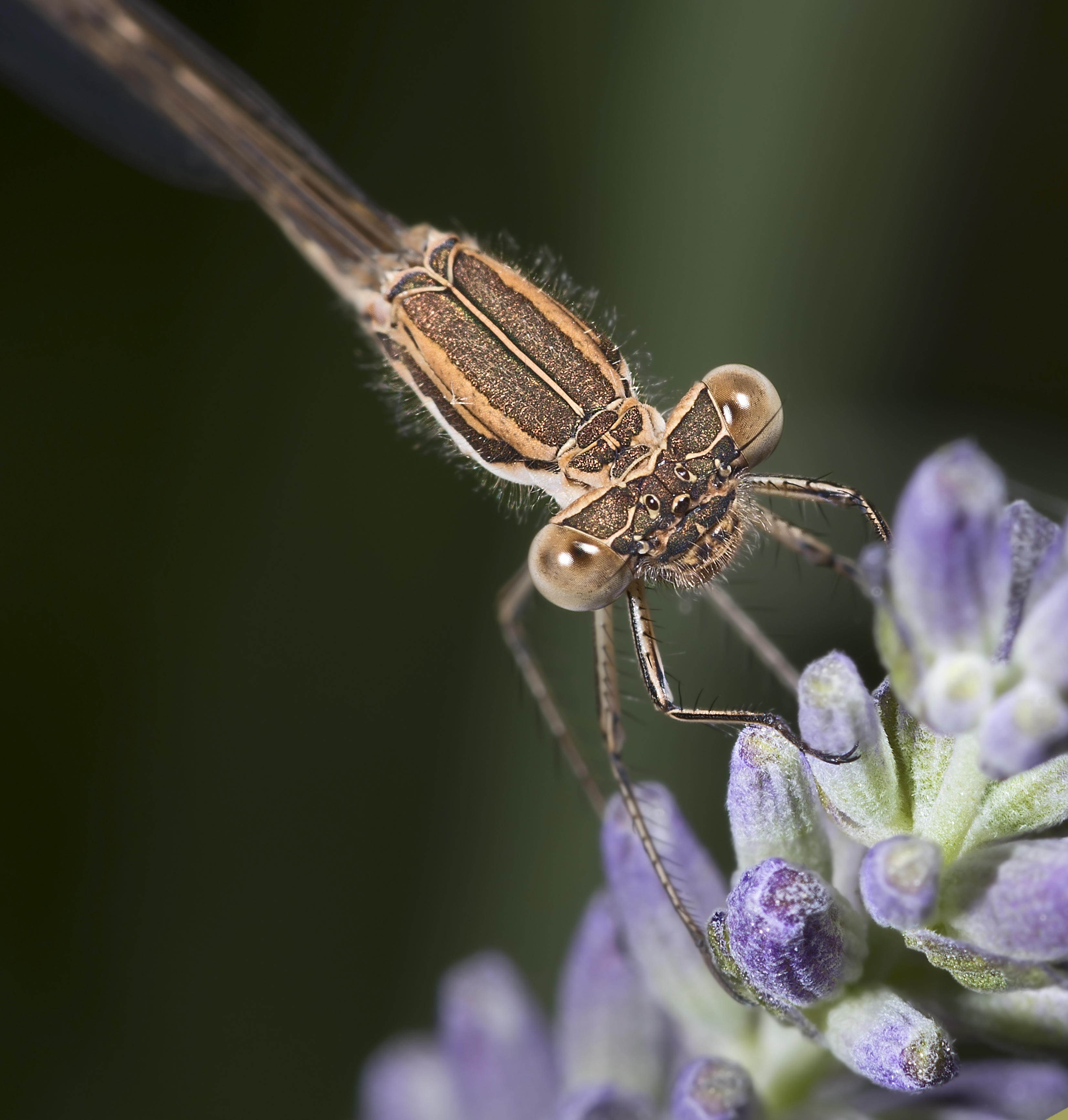
Bruine winterjuffer
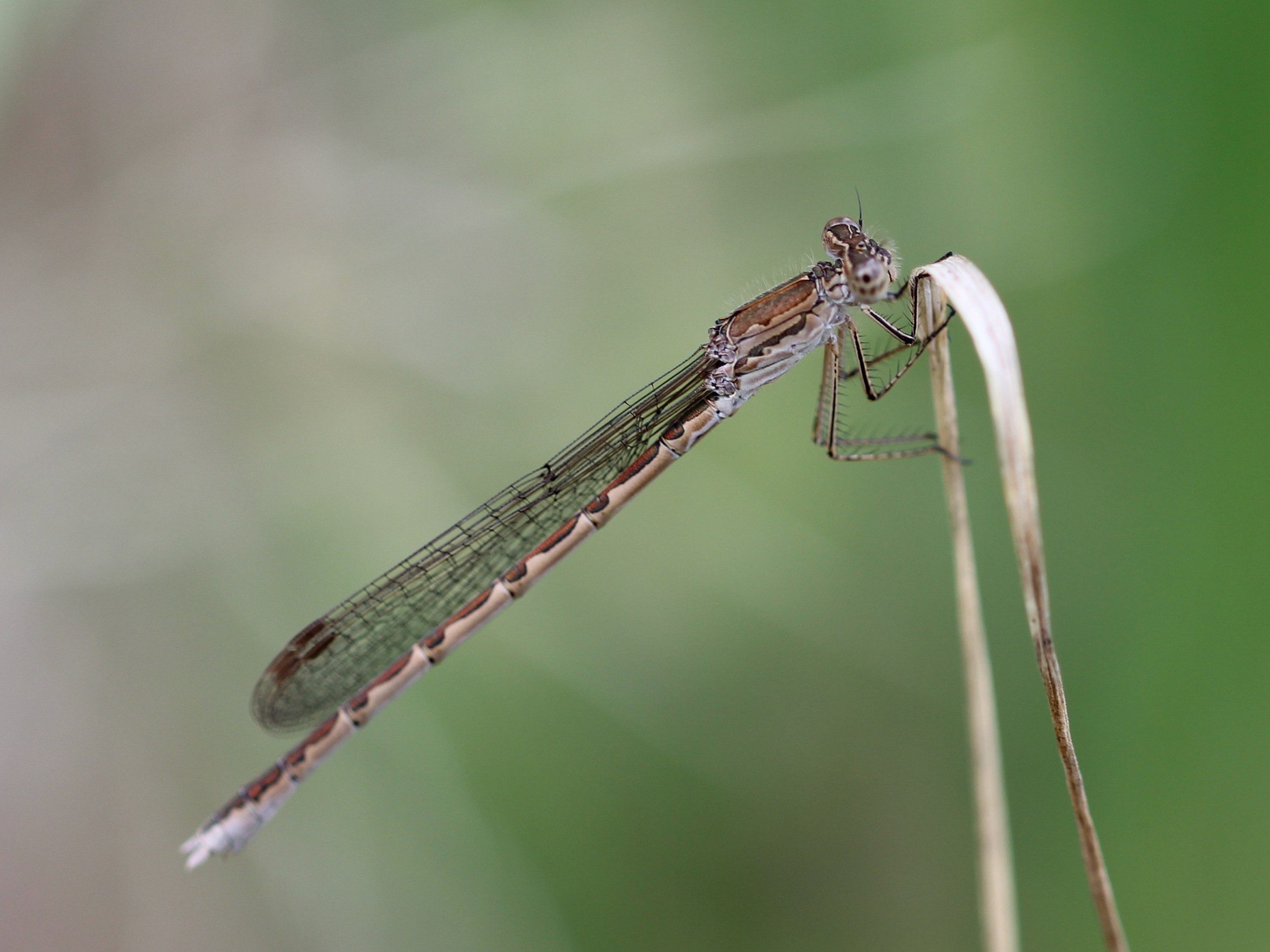
Noordse winterjuffer
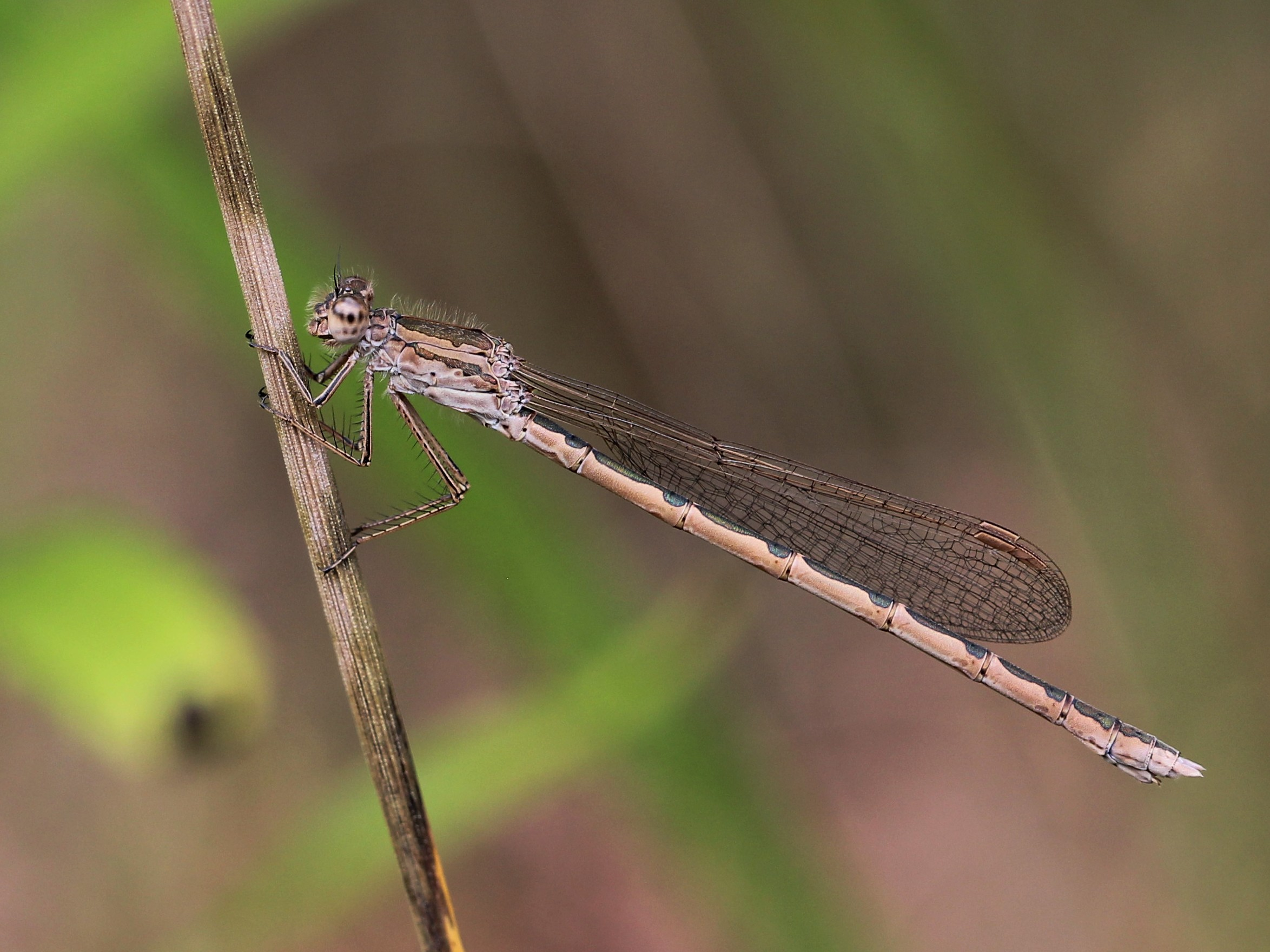
Noordse winterjuffer